# Hololena sula
Hololena sula är en spindelart som beskrevs av Chamberlin och Ivie 1942. Hololena sula ingår i släktet Hololena och familjen trattspindlar. Inga underarter finns listade i Catalogue of Life.